# 羅比·瑞伊
羅伯特·格倫·瑞伊（英語：Robert Glenn Ray，1991年10月1日—），為美國職棒大聯盟的投手，目前效力於舊金山巨人。他先前曾效力過老虎、響尾蛇與藍鳥等隊，他在2017年曾入選過一次明星賽。

## 職業生涯

### 華盛頓國民
2010年美國職棒大聯盟選秀，國民隊在第12輪選進瑞伊。而他最後用79.9萬美元的簽約金成功加盟國民隊。他先在短期1A出賽1場比賽，之後在2011年升上1A。那年他拿下2勝3敗，防禦率3.13。
2012年，瑞伊升上高階1A。不過他僅拿下4勝12敗，防禦率6.56。他在高階1A又待了一年，投出6勝3敗後成功升上2A。

### 底特律老虎
2013年12月2日，國民隊用瑞伊、Ian Krol和Steve Lombardozzi Jr.跟老虎隊交易道格·費斯特。2014年，瑞伊從3A開季。4月26日，由於隊上投手Aníbal Sánchez受傷，因此瑞伊被拉上大聯盟，並在5月6日完成大聯盟初登板。他在初登板便拿下大聯盟首勝，後來又回到小聯盟。8月12日，因為Sánchez再次受傷，瑞伊又一次登上大聯盟。不過這次他主投5局失4分吞下敗投。

### 亞利桑那響尾蛇
2014年12月5日，響尾蛇、老虎和洋基發動三方交易，老虎隊將瑞伊和Domingo Leyba交易到響尾蛇隊；響尾蛇隊將狄迪·葛雷格里斯送往洋基；老虎從洋基得到Shane Greene。
2015年，瑞伊從3A出發，並在季中面對洛磯隊的雙重賽中登板。
2016年6月7日，瑞伊敲出大聯盟首轟。不過他這年僅拿下8勝15敗，防禦率4.90。被打擊率高達3成52為大聯盟最高。
2017年球季初，瑞伊的表現相當糟糕。他在球季前8場先發防禦率高達4.57，不過到後面他完全像變了個人似的，接下來8場先發投出6勝1敗，防禦率僅1.81。5月30日，他投出了生涯首場完封勝。隨後5場先發他更是全數拿下勝投，防禦率低到只有0.24。因此他也成功入選明星賽。7月28日，瑞伊在先發面對紅雀隊時遭到盧克·沃伊特的強襲球擊中頭部。雖然他頭部縫了5針，不過所幸沒有造成腦震盪。9月4日，他面對道奇隊投出生涯新高的單場14次三振。最後他在這年拿下15勝5敗，防禦率2.89。他的K9值(平均每9局投球能送出的三振數)高達12.11，被打擊率僅有1成99。儘管他的保送率和被擊球強勁率都是大聯盟最高，不過他的被擊球率也是大聯盟最低。
2018年，瑞伊成為響尾蛇隊的2號先發，不過他在4月30日因為斜肌受傷而進入傷兵名單。整年他投出6勝2敗，防禦率3.93。
2019年，瑞伊寫下了生涯新高的33場先發。不過他每場先發平均投不超過5局，最後他拿下12勝8敗，防禦率4.34，並投出生涯新高的235次三振。
2020年8月16日，瑞伊投出大聯盟生涯1000次三振。這年他在響尾蛇僅投出1勝4敗，防禦率7.84。並投出國聯最多的31次保送。

### 多倫多藍鳥
2020年8月31日，響尾蛇用瑞伊向藍鳥交易Travis Bergen。9月1日，瑞伊完成他在藍鳥隊的初登板。這年他在藍鳥隊共出賽5場比賽，拿下1勝1敗，防禦率4.79。2021年，他和球隊簽下1年800萬美元的合約。
2021年，瑞伊拿下13勝7敗，防禦率2.84，送出248次三振。他不僅成功拿下美聯防禦率王和美聯三振王，還差點以全票通過的方式拿下美聯賽揚獎。

### 西雅圖水手
2021年11月29日，瑞伊以5年1.15億美元的合約加盟水手。

## 個人生活
瑞伊目前已婚，2015年其長子Asher出生。

## 外部連結
- 球員資訊和成績在MLB ，ESPN ，Retrosheet ，Baseball Reference ，Baseball Reference (Minors) ，Fangraphs ，The Baseball Cube （英文）
- 羅比·瑞伊的X（前Twitter）
- 羅比·瑞伊在台灣棒球維基館上的頁面（繁體中文）